# (35116) 1992 DV8
1992 DV8 (asteroide 35116) é um asteroide da cintura principal. Possui uma excentricidade de 0.14304980 e uma inclinação de 5.96002º.
Este asteroide foi descoberto no dia 29 de fevereiro de 1992 por UESAC em La Silla.